# 小行星19768
小行星19768（19768 Ellendoane）是一颗绕太阳运转的小行星，为主小行星带小行星。该小行星于2000年7月23日发现。

## 轨道参数
小行星19768的轨道半长轴为2.3742276 UA，离心率为0.141。